# Xavier Larere
Pour les articles homonymes, voir Larere.
Xavier Larere, né le 12 juin 1933  à Angers (Maine-et-Loire), est un producteur français de télévision et de cinéma.

## Biographie

### Famille
Fils de Xavier Larere (1906-1980), suppléant à la Cour d'appel d'Amiens puis président de chambre à la Cour d'appel de Paris, et d'Anne Philouze, il est l'arrière-petit-fils du député boulangiste Charles Larere et le petit-neveu de Louis Larere, tous deux hommes politiques. Il a divorcé d'Odile Weulersse et de Sylvie Genevoix, et est le père de quatre enfants et grand-père de huit petits-enfants.

### Formation et carrière
Xavier Larere étudie à l'école Saint-Jean-de-Béthune à Versailles, puis à la faculté de droit de Paris. Il est diplômé de l'IEP et élève de l'ENA (promotion Lazare Carnot, 1959-61).
Entré au Conseil d'État en 1961, Xavier Larere travaille au secrétariat d'État aux affaires algériennes avant de rejoindre l'ORTF, où il est successivement conseiller technique, directeur du cabinet du directeur général en 1968, directeur chargé de la coordination des chaînes de télévision française de 1970 à 1972, délégué général pour la production télévisée de 1972 à 1973 et enfin directeur chargé du service des achats et des commandes de programmes de télévision. Il rachète, alors, à Jacques Leitienne et Jean-Pierre Mocky, les droits du film de Tonino Valerii, Mon nom est personne. « Homme fort » de la réforme, il est « haï comme peu d'administrateurs l'ont jamais été à l'ORTF » selon Le Nouvel Observateur.
Il est directeur en 1975 et propose alors le service « politique intérieure », puis le service « politique, économique et social » et le 13 septembre 1975, la présentation du 20 heures d'Antenne 2 à Patrick Poivre d'Arvor. Il est directeur général d'Antenne 2 de 1977 à 1981. Il accorde à Caroline Huppert une caméra 16mm pour tourner elle-même son premier spectacle On ne badine pas avec l’amour, et lui propose ensuite de produire son premier film pour la télévision.
Il réintègre le Conseil d'État et devient directeur général du Comité de développement et de promotion du textile en 1984.
Il devient ensuite producteur pour le cinéma et la télévision. En 2003, il participe également à la série documentaire Histoires de fiction.
Plus tard, il est président du Mouvement de réinsertion sociale des sortants de prison (MRS).

## Productions audiovisuelles

### Cinéma
- 1989 : Un été d'orages
- 1989 : Suivez cet avion
- 1994 : D'une femme à l'autre

### Télévision
- 1995 : Les Filles du Lido
- 1997 : Le censeur du lycée d'Épinal
- 1998 : Marie Fransson
- 2004 : L'Enfant de l'aube, dans lequel il apparaît en tant qu'acteur.

## Ouvrages
- La réinsertion des sortants de prison : Mardi 10 septembre 2002 (Mardis de Chaligny), Mairie de Paris, 2014, 64 p. (ISBN 978-2-35905-159-9, lire en ligne)

## Décorations
- Chevalier de la Légion d'honneur,
- Officier de l'ordre national du Mérite,
- Chevalier des Arts et des Lettres.